# Lino Nessi
Lino Nessi (* 1904; † unbekannt) war ein paraguayischer Fußballspieler. Der Stürmer nahm mit der paraguayischen Nationalmannschaft an der ersten Fußball-Weltmeisterschaft 1930 teil.

## Karriere
Nessis Leben und Karriere sind spärlich dokumentiert. Auf Vereinsebene spielte er für den Club Libertad aus der Hauptstadt Asunción, mit dem er 1930 die paraguayische Meisterschaft gewann.
Mit der Nationalmannschaft nahm er am Campeonato Sudamericano 1925, 1926 und 1929 sowie an der ersten Fußball-Weltmeisterschaft 1930 in Uruguay teil.
Bei der WM bestritt Nessi beide Gruppenspiele der paraguayischen Mannschaft gegen die Vereinigten Staaten und Belgien.
Insgesamt absolvierte er 13 Länderspiele für Paraguay. Seinen einzigen Treffer für die Nationalmannschaft erzielte er beim Campeonato Sudamericano 1929 beim 5:0 gegen Peru zur 1:0-Führung.

## Persönliches
Nessis Bruder Gaspar war ebenfalls paraguayischer Nationalspieler. Bei den Campeonatos Sudamericano 1925 und 1926 standen die Brüder gemeinsam auf dem Platz.

## Erfolge
- Paraguayischer Meister: 1930